# Lipniak (Rozogi)
Lipniak (deutsch Lipniak bei Farienen, 1938 bis 1945 Lindenheim) ist ein Dorf in der polnischen Woiwodschaft Ermland-Masuren und gehört zur Gmina Rozogi (Landgemeinde Friedrichshof) im Powiat Szczycieński.

## Geographische Lage
Lipniak liegt in der südlichen Mitte der Woiwodschaft Ermland-Masuren, 26 Kilometer südöstlich der Kreisstadt Szczytno (deutsch Ortelsburg).

## Geschichte
Das kleine Dorf Lipnack bey Farienen, nach 1876 Lipniak genannt, wurde am 24. Mai 1787 gegründet. Im Jahre 1874 wurde es in den neu errichteten Amtsbezirk Friedrichsfelde (polnisch Chochół) im ostpreußischen Kreis Ortelsburg eingegliedert, aber bereits am 18. August 1881 in den Nachbaramtsbezirk Farienen (polnisch Faryny) umgegliedert.
Am 8. Januar 1894 schlossen sich die Landgemeinden Lipniak, Kokosken  (1938 bis 1945 Kleinlindengrund, polnisch Kokoszki) und Wysockigrund zur neuen Landgemeinde Wysockigrund (1932 bis 1945 Lindengrund, polnisch Wysoki Grąd) zusammen. Aus politisch-ideologischen Gründen der Abwehr fremdländisch klingender Ortsnamen wurde Lipniak am 3. Juni – amtlich bestätigt am 16. Juli – 1938 in „Lindenheim“ umbenannt.
In Kriegsfolge wurde das Dorf 1945 mit dem gesamten südlichen Ostpreußen an Polen überstellt und erhielt als polnische Namensform den einstigen Namen „Lipniak“ zurück. Heute ist es eine Ortschaft innerhalb der Landgemeinde Rozogi (Friedrichshof) im Powiat Szczycieński (Kreis Ortelsburg), bis 1998 der Woiwodschaft Ostrołęka, seither der Woiwodschaft Ermland-Masuren zugehörig.

## Kirche
Bis 1945 war Lipniak resp. Lindenheim in die evangelische Kirche Friedrichshof (Rozogi) in der Kirchenprovinz Ostpreußen der Kirche der Altpreußischen Union sowie in die römisch-katholische Kirche Liebenberg (Klon) im damaligen Bistum Ermland eingepfarrt.
Heute gehört Lipniak zur evangelischen Kirche in Szczytno (Ortelsburg) in der Diözese Masuren der Evangelisch-Augsburgischen Kirche in Polen, außerdem zur römisch-katholischen Kirche in Faryny (Farienen) im jetzigen Erzbistum Ermland.

## Verkehr
Lipniak liegt an der verkehrsreichen Landesstraße 59, die in Nord-Süd-Richtung durch die Woiwodschaft Ermland-Masuren verläuft und die Regionen Giżycko (Lötzen), Mrągowo (Sensburg) und Szczytno (Ortelsburg) miteinander verbindet. Außerdem führt eine Nebenstraße vom Nachbarort Wilamowo (Willamowen, 1932 bis 1945 Wilhelmshof) und der Landesstraße 53 nach Lipniak.
Eine Anbindung an den Bahnverkehr besteht nicht mehr. Bis 1948 war „Lipniak Kokoszki“ ein Haltepunkt an der seit 1961 nicht mehr befahrenen Bahnstrecke Puppen–Myszyniec der Ortelsburger Kleinbahn.